# Врангель, Андрей Львович
Андрей (Хенриг) Львович (Людвигович) Врангель (24 декабря 1823, Житомир — 22 ноября 1897) — русский дворянин, инженер, городской голова Ялты (1879—1888).

## Биография
Родился 24 декабря 1823 по с.с. в Житомире. При рождении носил имя Нильс Генрих. Происходил из древнего дворянского баронского рода Врангелей дома Addinal, выходцев из Дании. Сын Людвига Андреевича Врангеля (1786—1847), впоследствии волынского и могилёвского вице-губернатора. Младший брат Владимира Людвиговича (1820—1902) — генерал-лейтенанта русской армии.
Окончил Горный институт в Петербурге в 1845 году. Переехал в Новочеркасск. Женился на купеческой дочери Сесилии Матильде Графф (1827—1883). В 1849 году в Новочеркасске родился их сын Анатолий-Нильс. После развода, в 1879 году женился на внучке генерала Платова 63-летней графине Марфе (Марии) Ивановне Платовой, вдове князя Дмитрия Григорьевича Голицына.
Гласный Ялтинской городской думы. Статский советник.
Городской голова Ялты в 1879—1889 годах. За годы его деятельности на посту были построены земская больница, театр, создан городской сад, введен архитектурный контроль за строящимися объектами, составлен проект водоснабжения города, расширена набережная (ныне Набережная им Ленина), сооружена сеть сплавной канализации, возведен новый городской рынок, устроены пароходное агентство, городская пристань, мужская и женская прогимназии, детский приют, присутственные места и земская управа, таможня, бойня, спасательная станция. 
Активно рос строился Новый город: Набережная, Виноградная (Чехова), Аутская (Кирова), Садовая, Нововиноградная (Боткинская), Екатерининская, Приютская (Боткинская), Прорезная (К. Маркса), Морская, Пушкинский бульвар. Один из инициаторов строительства гостиницы «Россия» (ныне Президент-отель «Таврида»). Именно Врангель принял на работу главным архитектором города 23-летнего Николая Краснова.
Уделял внимание нуждам конфессий: при нём ремонтировался Успенский храм, с 1890 года планировалось строительство собора Святого Александра Невского, для которого он лично подарил земельный участок. Были возведены лютеранская церковь и синагога. Из собственных средств А. Л. Врангель финансировал мощение улицы Аутской от Набережной до Садовой, вместе с депутатами городской думы жертвовал на строительство часовни Александра Невского на набережной в память о гибели императора Александра II, помогал в реконструкцию собора Иоанна Златоуста с устройством предела Андрея Первозванного.
На участке второй жены Врангель в конце 1870-е выстроил особняк (ныне Садовая улица, дом 1Е). Ялта не имела на тот момент городских часов, он за свои деньги прибавил к проекту башню и купил механизм фирмы «Винтеръ». Дом стал называться Башня с часами.